# Passara Division
Passara Division är en division i Sri Lanka.   Den ligger i distriktet Badulla District och provinsen Uvaprovinsen, i den sydöstra delen av landet, 140 km öster om huvudstaden Colombo. Antalet invånare är 48 576.